# Heilig Kreuz (Sandersleben)

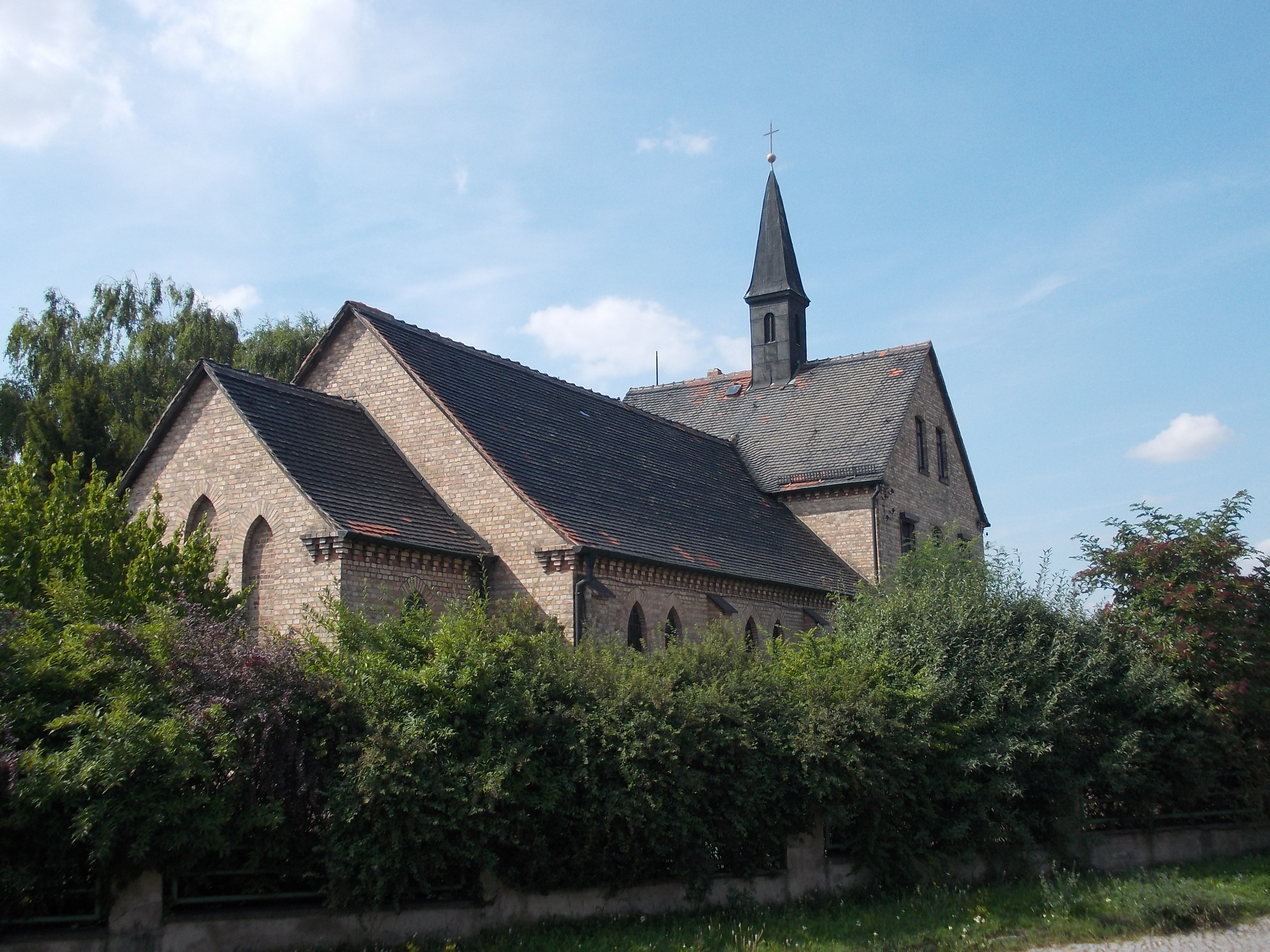
Ehemalige Heilig-Kreuz-Kirche (2013)

Die Kirche Heilig Kreuz war die katholische Kirche in Sandersleben, einem Ortsteil der Stadt Arnstein im Landkreis Mansfeld-Südharz in Sachsen-Anhalt. Das Gebäude hat die Adresse Eislebener Straße 20 und ist im Denkmalverzeichnis des Landes Sachsen-Anhalt unter der Erfassungsnummer 094 66015 als Baudenkmal verzeichnet.

## Geschichte
Mit der Reformation wurden die Einwohner und die 1519 erbaute St.-Marien-Kirche von Sandersleben evangelisch-lutherisch.
Infolge des Bergbaus und der Industrialisierung im 19. Jahrhundert in Sandersleben siedelten sich wieder Katholiken in größerer Zahl in Sandersleben an, so dass es 1895 zur Gründung einer katholischen Kirchengemeinde kam. 1896 wurde eine katholische Schule eröffnet, die stets einklassig blieb und bis 1938 bestand.
1895 wurde von der Missionsvikarie Güsten, welche damals die Katholiken in Sandersleben betreute, das Baugrundstück in Sandersleben erworben. 1896 begann der Bau der Heilig-Kreuz-Kirche, die am 28. November 1897 geweiht wurde. Erst am 23. April 1906 wurde ein eigener Priester nach Sandersleben versetzt.
Am 1. Juli 1953 wurde das Dekanat Bernburg errichtet, in dem die Filialkirchengemeinde Sandersleben der Pfarrei Unbefleckte Empfängnis in Güsten zugeordnet war. Aufgrund der geringer werdenden Katholikenzahl wurde am 1. September 1996 seitens des inzwischen gegründeten Bistums Magdeburg das Dekanat Bernburg wieder aufgelöst und dem Dekanat Egeln angeschlossen, in dem die Heilig-Kreuz-Kirche die südlichste Kirche war.
Um 2007 erfolgte in Bistum Magdeburg der Zusammenschluss von selbstständigen Pfarreien und Pfarrvikarien zu Gemeindeverbünden. Damals gehörten zur Pfarrvikarie Sandersleben rund 120 Katholiken. Die Heilig-Kreuz-Kirche kam damals entweder zum Gemeindeverbund Hettstedt – Gerbstedt – Helbra – Klostermansfeld – Sandersleben – Siersleben oder zum Gemeindeverbund Aschersleben – Alsleben – Güsten – Sandersleben.
Das weitere Schrumpfen der Katholikenzahl in Sandersleben führte dazu, dass die Heilig-Kreuz-Kirche am 24. November 2010 profaniert wurde. Mittlerweile ist das gesamte Grundstück samt Kirche und Pfarrhaus in privates Eigentum übergegangen. Zuletzt wurde die Heilig-Kreuz-Kirche von der Pfarrei St. Michael in Aschersleben betreut, zu der die Katholiken in Sandersleben auch heute noch gehören. Die nächstgelegene katholische Kirche ist heute deren Filialkirche St. Elisabeth im acht Kilometer entfernten Alsleben (Saale).
Eine heute noch bestehende katholische Einrichtung in Sandersleben ist das Caritas Kinder- und Jugendheim, welches die katholische Kirche am 1. April 1997 vom Land Sachsen-Anhalt übernommen hat.

## Architektur und Ausstattung
Die Heilig-Kreuz-Kirche wurde zusammen mit dem anschließenden Pfarrhaus errichtet. An das Kirchenschiff ist anstelle eines Turmes rechtwinklig ein Pfarr- und Schulhaus angebaut, auf dem sich ein kreuzbekrönter Dachreiter befindet. In dieser Bauform entstanden gegen Anfang des 20. Jahrhunderts auch andere Kirchen, wie zum Beispiel Herz Jesu (Atzendorf), St. Norbert (Calbe), Herz Jesu (Eilsleben), Herz Jesu (Gerbstedt), Herz Jesu (Hecklingen), St. Marien (Loburg), St. Josef (Löderburg), St. Franziskus Xaverius (Unseburg), St. Paulus (Unterlüß) und Maria Hilfe der Christen (Wietze). Auch die Kirchen St. Elisabeth (Alsleben), Herz Jesu (Osternienburg) und St. Joseph (Schöppenstedt) entstanden in ähnlicher Form.
Der Innenraum war schlicht gehalten. Im Kirchenschiff befindet sich ein flaches Muldengewölbe, im Chor eine Spitztonne. Die an der Westwand zu sehende geschnitzte Madonna mit Kind wird auf Anfang des 16. Jahrhunderts datiert.